# Tilly Masterton
Tilly Masterton è un personaggio di Missione Goldfinger, romanzo di Ian Fleming, e dell'omonimo film, il terzo della serie di James Bond, diretto da Guy Hamilton. È interpretata da Tania Mallet.
Tilly è la sorella di Jill Masterton, e come quest'ultima nel film prende il cognome di Masterson.

## Biografia
Tilly è decisa a vendicarsi di Auric Goldfinger, reo della morte di sua sorella Jill e diretto verso il proprio stabilimento dalle parti di Ginevra, in Francia. S'imbatte in James Bond, agente segreto in missione per scoprire i piani del malvagio contrabbandiere, che provoca volontariamente lo scoppio di due pneumatici dell'auto della ragazza. L'uomo si offre di darle un passaggio alla stazione di servizio più vicina e la suddetta accetta. Affascinato da lei e al contempo sospettoso, James prova a conoscerla ponendole alcune domande, Tilly gli racconta tutta una serie di menzogne circa la sua identità e le sue intenzioni, ma Bond non ci casca.
La stessa sera in cui l'agente 007 ha scoperto che Goldfinger ha in mente l'Operazione Grande Slam, egli s'imbatte nuovamente in Tilly; mentre questa tenta nuovamente di uccidere il criminale, Bond le impedisce di sparare, apprendendo la reale identità di Tilly. Nella colluttazione di prima il fucile della ragazza tocca un filo che fa scattare un allarme dello stabilimento di Auric e le guardie di Goldfinger prendono di mira gli intrusi, che tentano di scappare nella foresta; durante questo secondo inseguimento, i due si ritrovano di fronte a un dirupo e, mentre Tilly si allontana per sfuggire alla cattura, Oddjob (il sicario che ha ucciso Jill su ordine di Goldfinger) la uccide scagliandole contro la sua bombetta metallica, che le provoca un taglio al collo. Bond assiste impotente e il corpo senza vita di Tilly viene portato via dagli uomini di Goldfinger.

## Curiosità
- Tilly ha una pessima mira: nella sua prima scena cerca di sparare a Goldfinger e Oddjob, ma i suoi spari sono molto più vicini a Bond, che si era accostato brevemente mentre pedinava il criminale. Lo stesso Bond fa notare tale particolare alla donna quando lei, al loro secondo incontro, cerca nuovamente di eliminare Auric.
- Tilly è l'unica Bond girl del romanzo (così come del film) a non avere una relazione romantica col protagonista.